# Simulium spinifer
Simulium spinifer är en tvåvingeart som beskrevs av Frederick Knab 1914. Simulium spinifer ingår i släktet Simulium och familjen knott. Inga underarter finns listade i Catalogue of Life.